# ASC (スーパーコンピュータ)
ASC（英語: Advanced Simulation and Computing Program、先進シミュレーションおよびコンピューティング計画）は、スーパーコンピューティングの分野では、1995年に開始されたアメリカ合衆国連邦政府による核兵器維持管理のためのスーパーコンピューティング計画。当初はASCI（英語: Accelerated Strategic Computing Initiative、加速的戦略的コンピューティング・イニシアティブ）と呼ばれていた。

## 概要
1992年にジョージ・H・W・ブッシュ大統領が地下核実験の一時停止（モラトリアム）を宣言し、1993年以降もビル・クリントン大統領が継続した。このためアメリカ合衆国エネルギー省と国家核安全保障局は、核実験を行わなくても核兵器の備蓄管理に必要な安全性や信頼性の検証が可能な、精密な核実験のシミュレーションを行うASCIを推進した。
ASCIは当初は、1995年から10年間の計画で開始された。一連の計画により建造されたスーパーコンピュータのいくつかが、TOP500入りしている。なお1996年には国連総会で包括的核実験禁止条約が採択された。

## 関連するスーパーコンピュータ
- ASCI Q
- ASCI White
- ASCI Red
- ASCI Blue Pacific
- ASCI Blue Mountain
- Red Storm
- ASCI Purple
- Blue Gene/L
- セコイア
- シエラ